# Baie de Jakarta

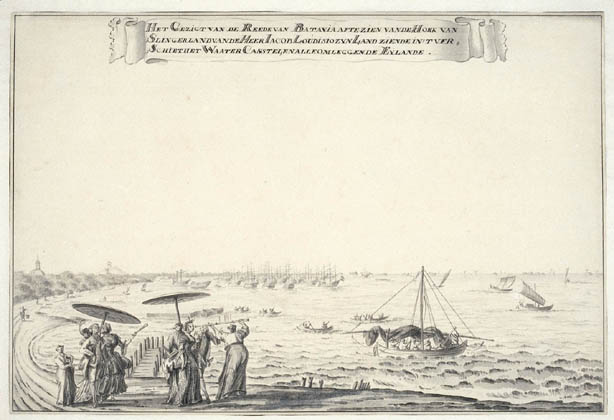
La baie de Jakarta au XVIIIe siècle

La baie de Jakarta, en indonésien Teluk Jakarta, est une baie située sur la côte nord de la partie occidentale de l'île de Java en Indonésie, sur les bords de laquelle se trouve la capitale du pays, Jakarta. Les Mille Îles y sont situées. 13 cours d'eau s'y jettent dont la Ciliwung.
Dix-sept iles artificielles sont en construction dans la baie de Jakarta. S'il s'agissait initialement de contenir les inondations, les travaux ont ensuite évolué vers la construction de marinas fastueuses et d'un port pour yachts de luxe, pouvant aboutir à une destruction irréversible de l'environnement.